# Anders Fridén

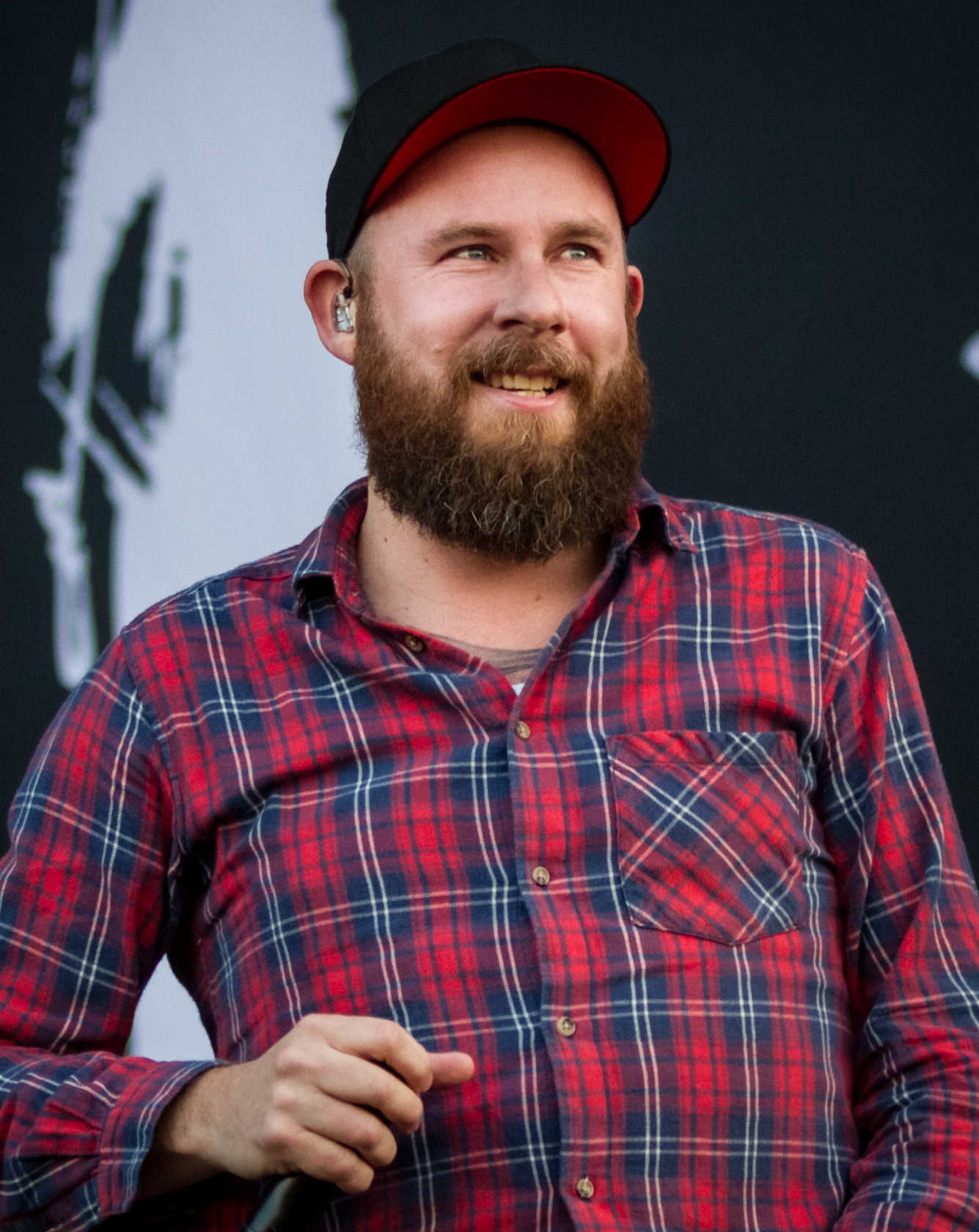
Anders Fridén (2015)

Anders Fridén (* 25. März 1973 in Göteborg) ist ein schwedischer Sänger und Songwriter. Er ist der Leadsänger der Metal-Band In Flames und war Sänger der Metal-Bands Passenger und Dark Tranquillity.

## Karriere

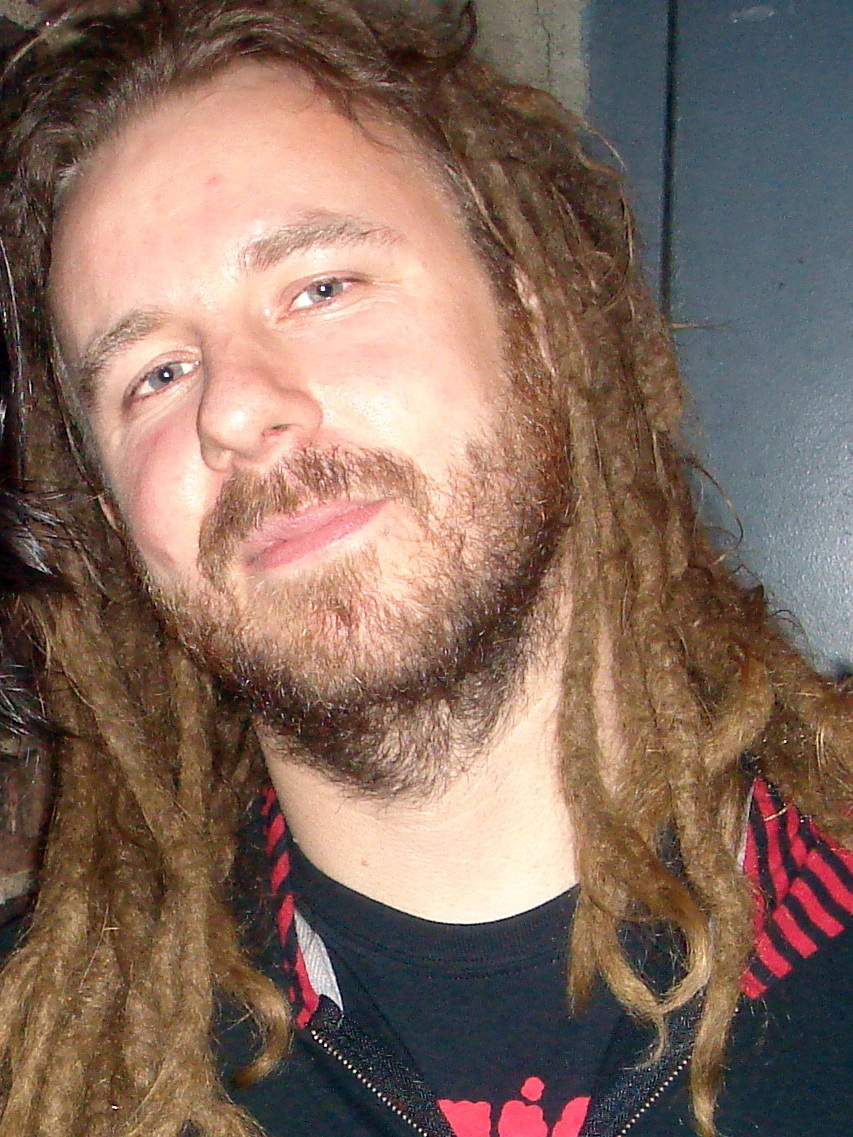
Anders Fridén (2008)

Fridén war ursprünglich der Sänger von Dark Tranquillity, die er aber später verließ und zu In Flames wechselte. Weiterhin war Fridén Mitglied der Band Ceremonial Oath, bei der auch der ehemalige In Flames-Gitarrist Jesper Strömblad spielte, sowie Sänger der Alternative-Metal-Band Passenger.
Seit dem In Flames-Album The Jester Race ist Fridén der Hauptsongwriter der Texte der Band. Auf älteren Alben wie Lunar Strain verfasste Dark Tranquillity-Gitarrist Niklas Sundin die Texte. Später half Sundin Fridén beim Übersetzen der Texte aus dem Schwedischen ins Englische. Seit dem Album Clayman schreibt Fridén die Texte selbständig.
Nebenbei ist Fridén auch Produzent, unter anderem für die deutsche Metalcore-Band Caliban und die schwedische Melodic-Death-Metal-Band Engel.